# Provincia de Sihuas

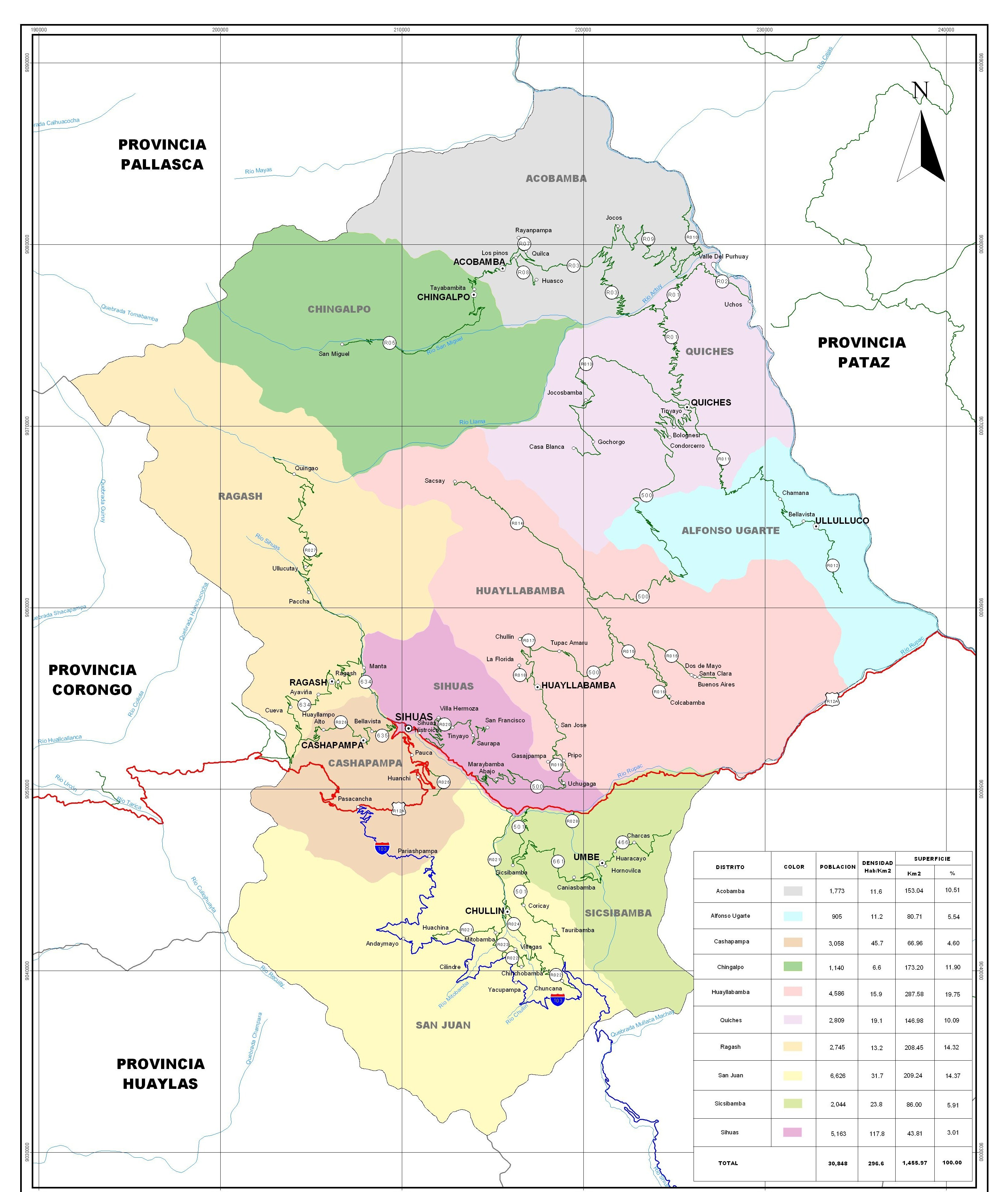
Mapa de la provincia de Sihuas

La provincia de Sihuas es una de las veinte que conforman el departamento de Áncash en el Perú. Limita por el norte con la provincia de Pallasca, por el este con el departamento de La Libertad, por el sur con la provincia de Pomabamba y por el oeste con la provincia de Huaylas y la provincia de Corongo.

## Historia
Una referencia primigenia la realiza Miguel de Estete, del tornaviaje de Hernando Pizarro y su comitiva, quienes viajaron de Cajamarca a Pachacamac, y de vuelta, pasaron por Sihuas; exactamente por Agoa, clara mención al actual barrio de Aqush, por donde pasaba el Camino del Inca.
Cuando se reunió el 6 de septiembre de 1826, en Piscobamba, capital de la provincia de Conchucos, Sihuas mandó sus delegados que aprobaron la Constitución bolivariana, en calidad de doctrina, equivalente a distrito. En 1834 se le otorgó la capitalidad de la provincia de Conchucos, que la detentó hasta el 21 de febrero de 1861, en que los intereses feudatarios de los Bieytes y Terry y la mezquindad de Ramón Castilla, extirpó la citada provincia y dio paso a las provincias de Pomabamba y Pallasca (capital: Corongo). Sihuas ha mantenido el estatus de distrito desde esa fecha, hasta el 9 de enero de 1961, en que su hijo ilustre, Luis Porturas Mancebo consiguió la ley que reivindica la provincialidad retirada injustamente, durante un siglo.
Tres personajes están ligados a la historia de Sihuas: el cura Mariano Llanos, quien ayudó a la forja de la Independencia nacional con recursos materiales, impresos desde Sihuas, contacto con los libertarios de Huarás, artífice de una retórica inflamada y antirrealista. Otro es el coronel de caballería, Francisco de Borja Rodríguez, quien fungió varias veces de subprefecto de la provincia de Conchucos, colaboró con San Martín, Bolívar, Santa Cruz. Su estrella se eclipsa luego de la destrucción de la Confederación Perú-Boliviana el 20 de enero de 1839. En cambio por sus servicios, fue beneficiado con la entrega de fundos y haciendas como de Miraflores, Colcabamba, Chaupijirca en Piscobamba. El tercero de esta saga es Joaquín Llanos, cuyo lugar de nacimiento no está precisado; partícipe de la guerra de Chile contra Perú, en 1879-1884, terminó dueño de los fundos de Piac y La Merced, en la provincia de Mariscal Luzuriaga
Antonio Raimondi al referirse a la ventaja cultural y de instrucción de Sihuas, respecto de los otros distritos de Pomabamba, lo pone como esfuerzo de los Llanos: Fermín y Mariano.

## Toponimia y quechua

### Génesis del nombre
El nombre provendría de la voz quechua shikwaq, algo que puede caerse; ello por la conformación orográfica de abismos pronunciados en cuyo lecho se asienta el área urbana. En esta metamorfosis: shikwaq > siwaq > siwas. Aunque la tradición reclama que fue fundada en memoria de una ciudad española, llamada Sigüenza. Al crearse la provincia de Pomabamba, mencionan el pueblo de Siguas (sic) como integrante de tal provincia.

### Quechua
En la población capital que parece un conglomerado emergente y fisonomía variopinta, hablan normalmente el castellano, obviamente el castellano andino. En cambio los campesinos usan el quechua entre ellos, aunque disimulan el hablar ante extraños. Hay una división forzada que habla de Quechua- Áncash-Sihuas, menudo trabajo académico del Instituto de Verano; el asunto es donde haya quechuahablantes, debiera darse educación básica en quechua y enseñar el castellano como segunda lengua, de acuerdo a la Constitución y planes de Unicef.

## División administrativa

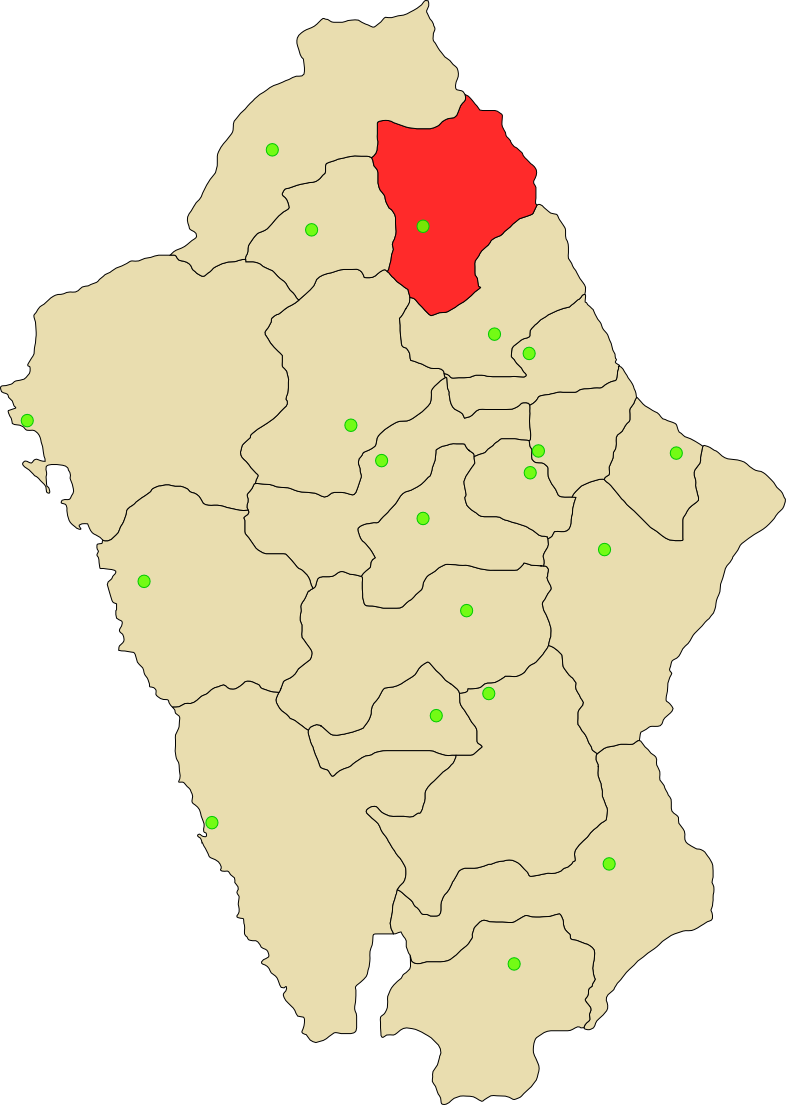
Mapa de provincia de Sihuas en Áncash

Esta provincia se divide en diez distritos:
1. Sihuas
2. Acobamba (Aqu pampa, llanura de arena)
3. Alfonso Ugarte
4. Cashapampa (Kasha pampa, planicie de espinas)
5. Chingalpo (Tsinkaq allpa, tierra escondida o de Tsinkarpuy, pues escóndete)
6. Huayllabamba (Wayllapanpa, planicie de césped)
7. Quiches (Kitsi, madera oriunda)
8. Ragash (Raqash, dice que es platirrino o bien variedad de papa)
9. San Juan (San Juan de Chullín, de Tsurin, hijo o hija de varón)
10. Sicsibamba (de Siqsipanpa, planicie de sacuara = siqsi)[12]

## Capital
La capital de esta provincia es la ciudad de Sihuas.

## Poder político

### Regionales
- Consejero regional
  - 2023-2026:[13] Ernesto Raúl Padilla Castillo (Alianza para el Progreso)

### Municipales
- 2019-2022[13]
  - Alcalde: Eduardo Hernán Giraldo Fontenla, de Alianza para el Progreso.
  - Regidores:

  1. César Gerardo Sánchez Quiñones (Alianza para el Progreso)
  2. Iliat Nain Silvestre Bermúdez (Alianza para el Progreso)
  3. Nel Alfredo Santiago Martínez (Alianza para el Progreso)
  4. Olimpio Vega Carrillo (Alianza para el Progreso)
  5. Julia Mercedes Román Tarazona (Alianza para el Progreso)
  6. Gabriel Timoteo Príncipe Rosales (Movimiento Independiente Regional Río Santa Caudaloso)
  7. Norma Teodora Ponte Berástegui (Movimiento Independiente Regional Río Santa Caudaloso)

### Policiales
- Comisario: SB PNP Barreto Manrrique Alberto

## Cultura popular
Cada distrito tiene su fiesta patronal. Sin embargo, las fiestas más conocidas son Virgen de las Nieves, cuyo día central es el 5 de agosto, igual que la de Coracora —Ayacucho—, en la capital provincial: Sihuas. Y la otra, Virgen de la Natividad, fecha central: el 8 de septiembre, en Quiches.
La segunda fiesta de importancia en Sihuas es la de San Francisco de Asís del barrio de Agoshirca, inclusive hasta hay corrida de toros en algunos años cuando la comisión de fiesta o la mayordomía lo programan así; luego viene la del Señor de Milagros, día central: el 28 de octubre. Diferentes instituciones adornan y decoran imágenes y motivos religiosos, con virutas de diversos colores, sobre las calles de la plaza del barrio Pingullo, parecido a lo de Tarma para el Señor de Ramos.
La Navidad, 25 de diciembre; el Año Nuevo, 1 de enero, y Reyes (sic), 6 de enero, son festividades provinciales. En Navidad ya se percibe la presencia regalona de panetones, chocolate con leche, que están reemplazando al chichincaldo y a los tradicionbales buñuelos de harto huevo y flor de harina (una especie de picarones pero de distinta forma y tamaño). Salen las pastoras de vestimenta andina y también de reminiscencia mestiza; lo que describía Fontenla en su Monografía de Sihuas ha cambiado. Sin embargo, Julio Vidal Vidal nos pinta —en sus Evocaciones— la celebración actual.

## Ciudadanos destacados
- Marcelino Valverde Solórzano. Natural de Sihuas; combatió en el combate del Dos de mayo de 1866, contra la Armada española que trataba de invadir los territorios de Chile, Perú, Ecuador y Bolivia. El primer colegio nacional de Sihuas lleva su nombre, desde su creación en 1963.

- Alejandro Yzaguirre Valverde (teniente coronel del Ejército peruano). Combatiente del conflicto peruano-ecuatoriano de 1941; principal gestor de la creación política de la provincia de Sihuas. Promotor e impulsor de la carretera transoceánica de Chimbote Sihuas, Huacrachuco, Uchiza, Pucallpa, Puerto Huite (Brasil) que culminó con la dación de la Ley n.º 15212 en 1963 que declara de «Necesidad y Utilidad Pública su construcción» (desde el año pasado ya llega a Uchiza). Jefe de reconstrucción de la zona afectada por el terremoto del 10 de noviembre de 1946 (planificó y urbanizó los barrios de Pingullo Alto y Bajo en la capital provincial, la ciudad de Quiches, Chingalpo, Conchucos (Pallasca).